# Cristià August de Holstein-Gottorp
Cristià August de Holstein-Gottorp (en alemany Christian August von Holstein-Gottorp) va néixer el 3 de febrer de 1673 a Gottorp i va morir a la mateixa ciutat alemanya el 6 de gener de 1726. Era un noble alemany, fill del duc Cristià Albert (1641-1695) i de la princesa de Dinamarca Frederica Amàlia (1649-1704).
A la mort del seu pare, el 6 de gener de 1695, el va succeir el seu germà gran Frederic IV de Holstein-Gottorp, i Cristià August va rebre el petit principat d'Eutin. Els membres de la Casa de Holstein-Gottorp foren prínceps-bisbe de Lübeck, un títol que els donà una posició rellevant dins del Sacre Imperi Romanogermànic.
En morir el 19 de febrer de 1702 Frederic IV, deixà com a hereu un fill menor d'edat, Carles Frederic de Holstein-Gottorp, i Cristià August fou designat com a administrador i després regent del principat de Holstein-Gottorp.

## Matrimoni i fills
El 1704 es va casar amb Albertina Frederica de Baden-Durlach (1682-1755), filla de Frederic VII de Baden-Durlach (1647-1709) i d'Augusta Maria de Schleswig-Holstein-Gottorp (1649-1728). El matrimoni va tenir dotze fills: 
- Sofia (1705-1764), abadessa de Herford.
- Carles (1706-1727), príncep-bisbe de Lübeck.
- Frederica (1708-1731)
- Anna (1709-1768), casada amb Guillem de Saxònia (1701-1771).
- Adolf Frederic (1710-1770), rei de Suècia, casat amb Lluïsa Ulrica de Prússia (1720-1782).
- Frederic August (1711-1785), comte i després duc d'Oldenburg, casat amb Frederica de Hessen-Kassel (†1787).
- Joana Elisabet (1712-1760), casada amb el príncep Cristià August d'Anhalt-Zerbst (1690-1747) i que fou la mare de la tsarina Caterina II de Rússia.
- Frederica, nascuda i morta el 1713.
- Joana, nascuda i morta el 1714.
- Guillem (1716-1719)
- Frederic (1718-1719)
- Jordi, duc de Schleswig-Holstein-Gottorp.